# C11orf53
C11orf53 (англ. Chromosome 11 open reading frame 53) – білок, який кодується однойменним геном, розташованим у людей на 11-й хромосомі. Довжина поліпептидного ланцюга білка становить 236 амінокислот, а молекулярна маса — 25 393.
| 10         |  | 20         |  | 30         |  | 40         |  | 50         |
| ---------- |  | ---------- |  | ---------- |  | ---------- |  | ---------- |
| MPGSPVTSGY |  | YGVRRSFLSD |  | SDFHNSKQFS |  | NDVYTSSVGK |  | PFPCESSAGQ |
| SHAALLEPYF |  | PQEPYGDYRP |  | PALTPNAGSL |  | FSASPLPPLL |  | PPPFPGDPAH |
| FLFRDSWEQT |  | LPDGLSQPDP |  | VSADALLTLP |  | PSTSCLSQLE |  | SGSIAQHRGS |
| SWGSSLAGAQ |  | SYSLHALEDL |  | HHTPGYPTPP |  | PYPFTPFMTV |  | SNDLPPKVGP |
| LSPDEEADTG |  | SLHDPSPWVK |  | EDGSIAWGSY |  | ECRRAY     |  |            |

A: Аланін

C: Цистеїн

D: Аспарагінова кислота

E: Глутамінова кислота

F: Фенілаланін

G: Гліцин

H: Гістидин

I: Ізолейцин

K: Лізин

L: Лейцин

M: Метіонін

N: Аспарагін

P: Пролін

Q: Глутамін

R: Аргінін

S: Серин

T: Треонін

V: Валін

W: Триптофан